# Skaraplast
Skaraplast var en av Europas största tillverkare av hushållsprodukter i plast under 1950- och 1960-talen. 
År 1906 startade Johan Gustaf Svensson företaget Svenssons Träförädling i Svansvik utanför Skara. Man producerade vagnsdelar och hjul. 1928 påbörjade man tillverkning av wc-sitsar i trä. Sönerna Sven och Erik Järnåker tog över företaget. I mitten av 30-talet började Perstorp tillverka wc-sitsar av plast. För att möta konkurrensen inledde Erik Järnåker tillverkning wc-sitsar av fenolplast 1938. Företaget bytte vid denna tid namn till Industri AB Plastics, och hade två år senare en rikstäckande årsproduktion av cirka 40 000 sitsar. Verksamheten var nu lokaliserad till Skara.
Från 1946 kompletterades sortimentet med leksaker och hushållsartiklar i plast, för att under 1950-talet helt koncentreras till hushållsartiklar. Man var nu störst i Europa inom sitt område. Vid mitten av 1950-talet blev företagets officiella namn AB Skaraplast. Förutom hushållsgodset producerades även beställningsgods till industrin (Volvo, SAAB, Electrolux, Philips, Ericsson med flera).
År 1967 köptes företaget av Hammarplast och tillverkningen av hushållsprodukter flyttades till Hammarplasts fabriker i Tingsryd. Hammarplast i sin tur köptes av Perstorp 1971. Tillverkningen av industrigods fortsatte i Skara. 1996 köptes tillverkningen av Collins & Aikman och 2007 blev International Automotive Components (IAC) ny ägare.